# Paul Rosner (Maler)
Paul Rosner (* 26. Januar 1875 in Eibenstock; † 1956 in München) war ein deutscher Maler.

## Leben
Rosners Eltern waren im Besitz einer Stickerei. Rosner besuchte die Mittelschule und wurde anschließend zum Lithograph ausgebildet; er arbeitete als Werbegrafiker. Zwischen 1899 und 1909 besuchte er die Kunstschule Weimar, wo er unter anderem von Hans Olde unterrichtet wurde. Zwischen 1909 und 1917 war er an der Akademie der bildenden Künste in München bei Franz von Stuck für Malerei eingeschrieben. Ein weiterer Lehrer war Max Doerner. 1914 fertigte Rosner Lithografien Ludwigs III. für das Polizeipräsidium München an. Ab den 1920er Jahren war er Mitglied in verschiedenen Künstlerverbänden, zum Beispiel beim „Bund“ sowie den „Drei Farben“. Seine Hauptmotive waren Landschaften und Menschendarstellungen, dort vor allem Abbildungen von Kindern oder Mütter mit Kindern; sein Stil war altmeisterlich-naturalistisch. 
Rosner war bereits seit 1923 Mitglied der NSDAP und trat ihr nach Verbot und Neugründung zum 22. April 1926 erneut bei (Mitgliedsnummer 39.029). Wohl auch wegen dieser langjährigen Parteimitgliedschaft wurde er im Juli 1935 zum Vorsitzenden der Münchener Künstlergenossenschaft ernannt. Dort berief er weitere verdiente Parteimitglieder in den Vorstand. Ab 1935 gehörte Rosner dem vom Münchner Stadtrat gegründeten Kunstbeirat an, mit dem alle Ausstellungen und Erwerbungen der Städtischen Galerie im Lenbachhaus abgestimmt werden mussten. Rosner war Träger des Goldenen Parteiabzeichens.
1933 kauften die Bayerischen Staatsgemäldesammlungen das Werk „Kinderbildnis“ aus der Münchner Kunstausstellung für 700 RM an.
1936 war Rosner Mitglied der Jury für die Propaganda-Ausstellung „Die Straßen Adolf Hitlers in der Kunst.“ Er selbst stellte allerdings kein Werk aus. In der Ausstellung „Münchner Kunstausstellung Danzig“ 1941 zeigte er vier Werke, auf der Großen Deutschen Kunstausstellung war er 1943 mit einem Werk vertreten.
Im Februar 1938 wurde ihm der Professorentitel ehrenhalber verliehen. Im gleichen Jahr wurden diverse Münchner Künstlervereine zur sogenannten „Kameradschaft der Künstler“ vereinigt; Rosner wurde Erster Vorsitzender bzw. Leiter des Sektors Bildende Kunst der neuen Vereinigung. Werke von ihm finden sich auf den Ausstellungen der Kameradschaft im Maximilianeum in den Jahren 1941 („Hannelore“ mit Abb., „Mutter und Kind“, „Peter“) und 1942 („Kinderbildnis“ mit Abb.).
Nach 1945 trat Rosner nach der Neugründung diverser Kunstvereine dem Künstlerbund Isar bei sowie erneut der Münchener Künstlergenossenschaft. Er verstarb 1956 in München. 1959 erhielt er eine kleine Gedächtnisausstellung in Lindau. Heute gilt er als vergessener Künstler, es existiert keine kunsthistorische Literatur zu ihm. 